# 홍콩 여자 축구 국가대표팀
홍콩 여자 축구 국가대표팀은 홍콩을 대표하는 여자 축구 대표팀으로 홍콩 축구 협회에서 관리한다. 1975년 8월 25일 홈에서 열린 뉴질랜드와의 1975년 AFC 여자 축구 선수권 대회 B조 조별리그 1차전에서 국제 A매치 첫 경기를 치렀고 이 경기에서 0-2로 패했으며 FIFA 여자 월드컵과 하계 올림픽 본선 기록은 현재까지 전무하다.

## 국제 대회 경력

### AFC 여자 아시안컵
여자 아시안컵 13번의 본선에 출전하여 1979년 대회에서 3위에 입상했고 1981년과 1989년 대회에서는 4위에 이름을 올리는 등 3번의 대회에서 4강 이상의 성적을 거두었지만 이후의 대회에서는 이렇다할 성적을 거두지 못했다.

### 아시안 게임
아시안 게임에는 3번 출전하여 이 중 2014년과 2018년 대회에서 8강에 오르면서 홍콩 여자 축구 역사상 아시안 게임 축구 역대 최고 성적을 기록했다. 특히 2018년 대회 B조 최종전에서 타지키스탄을 6-1로 대파하면서 아시안 게임 축구 사상 첫 승을 신고했고 이에 힘입어 조 3위 와일드카드 자격으로 2회 연속 8강 진출에 성공했다.

### EAFF E-1 풋볼 챔피언십
2008년 대회를 시작으로 꾸준히 예선에 참가하고 있으나 현재까지 결승 리그 진출은 전무하다. 그나마 2010년 대회 준결승 리그에서 북마리아나 제도(10-0 승)와 괌(1-0 승)을 상대로 승리를 거두었고 2013년 대회 1라운드에서는 괌을 상대로 11-0이라는 홍콩 여자 축구 역사상 최다 점수차 승리를 거두며 첫 2라운드 진출을 이뤄냈으나 2라운드에서는 대한민국, 중국 등에 밀려 결승 리그 진출에 번번이 실패했다.

## 성적

### FIFA 여자 월드컵
- 1991년: 예선 탈락
- 1995년: 불참
- 1999년 ~ 2023년: 예선 탈락

### 올림픽 축구
- 1996년: 불참
- 2000년 ~ 2024년: 예선 탈락

### AFC 여자 아시안컵
- 1975년: 조별 예선
- 1977년: 조별 예선
- 1979년: 3위
- 1981년: 4위
- 1983년: 불참
- 1986년: 조별 예선
- 1989년: 4위
- 1991년: 조별 예선
- 1993년: 조별 예선
- 1995년: 조별 예선
- 1997년: 조별 예선
- 1999년: 조별 예선
- 2001년: 조별 예선
- 2003년: 조별 예선
- 2006년: 예선 탈락
- 2008년: 예선 탈락
- 2010년: 예선 탈락
- 2014년: 예선 탈락
- 2018년: 예선 탈락
- 2022년: 예선 탈락
- 2026년: 예선 탈락

### 아시안 게임
- 1990년: 6위
- 1994년 ~ 2010년: 불참
- 2014년: 8강
- 2018년: 8강
- 2022년: 조별 예선

### EAFF 여자 동아시안컵
- 2005년: 불참
- 2008년: 예선 탈락
- 2010년: 예선 탈락
- 2013년: 예선 탈락
- 2015년: 예선 탈락
- 2017년: 예선 탈락
- 2019년: 예선 탈락

## 같이 보기
- 홍콩 축구 국가대표팀